# Padilla (Corozal)
Padilla es un barrio ubicado en el municipio de Corozal en el estado libre asociado de Puerto Rico. En el Censo de 2010 tenía una población de 3653 habitantes y una densidad poblacional de 316,52 personas por km².

## Geografía

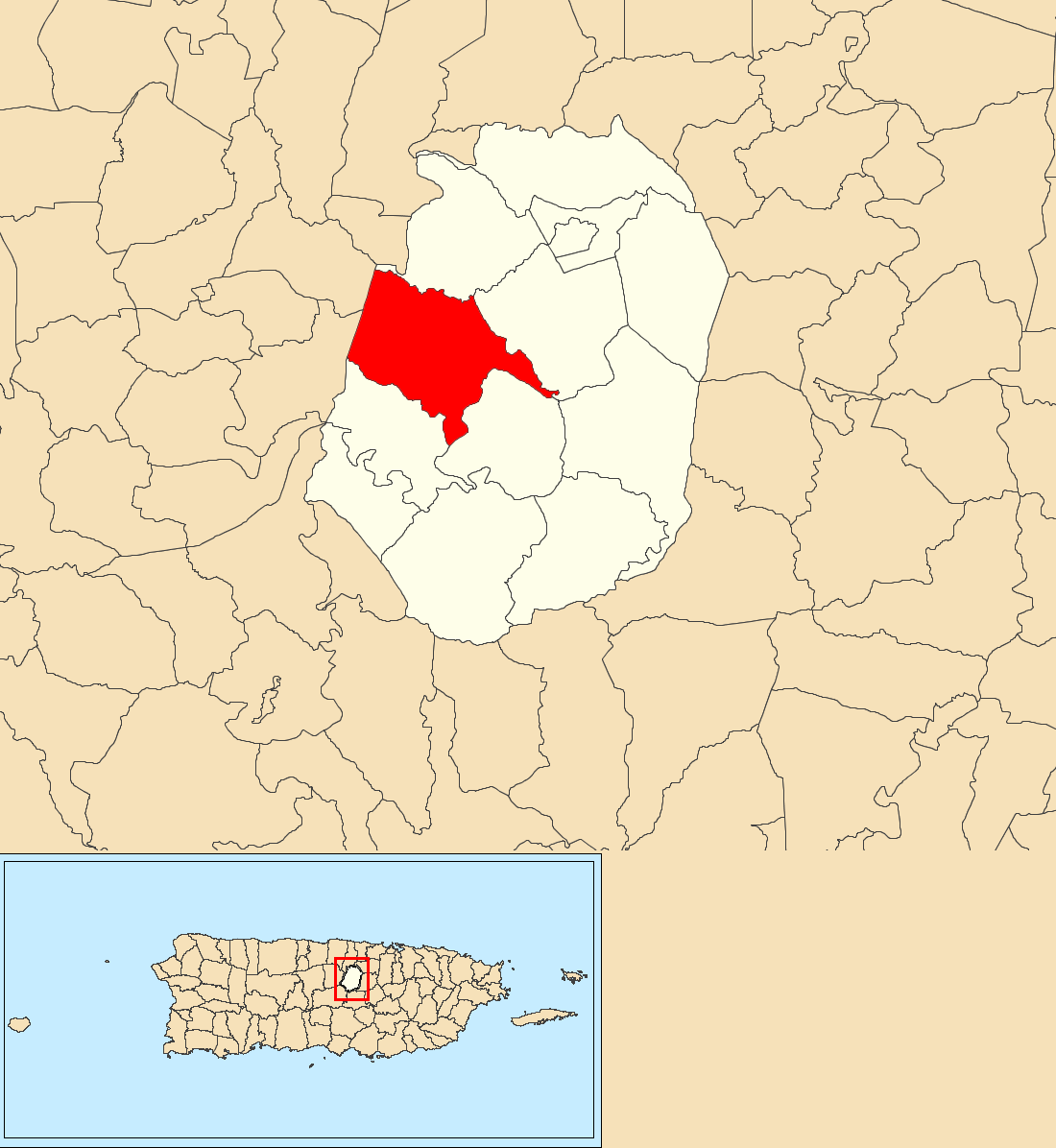
Padilla en Corozal

Padilla se encuentra ubicado en las coordenadas 18°18′46″N 66°21′14″O / 18.31278, -66.35389. Según la Oficina del Censo de los Estados Unidos, Padilla tiene una superficie total de 11.54 km², de la cual 11.54 km² corresponden a tierra firme y (0.02%) 0 km² es agua.

## Demografía
Según el censo de 2010, había 3653 personas residiendo en Padilla. La densidad de población era de 316,52 hab./km². De los 3653 habitantes, Padilla estaba compuesto por el 83.55% blancos, el 6.95% eran afroamericanos, el 0.03% eran amerindios, el 0.11% eran asiáticos, el 7.77% eran de otras razas y el 1.59% pertenecían a dos o más razas. Del total de la población el 99.56% eran hispanos o latinos de cualquier raza.